# 水谷光男
水谷 光男（みずたに みつお、1923年（大正12年）12月30日 - 2016年（平成28年）8月28日）は、三重県伊勢市長（5期）。

## 来歴
三重県桑名郡多度町（現・桑名市）出身。1946年、國學院大學国史学科卒。同年、三重県庁に入る。県庁では知事公室県民室広報係長、県民室長補佐、県民室長、東京事務所長、農林水産、生活環境、福祉の各部次長、北勢県民局長を経て、1980年、伊勢市助役となる。1984年、伊勢市長に当選、2004年まで4期20年務めた。2005年旭日中綬章を受章。2013年瑞宝単光章を受章。2016年8月に死去した。死去後、死没日をもって正八位から従四位に叙された。